# 世界は言葉でできている
『世界は言葉でできている』（せかいはことばでできている、英: THE WORDS MAKE THE WORLD.）は、フジテレビ系列で放送されていたバラエティ番組。2011年10月5日から2012年3月21日まで毎週水曜日 0:45 - 1:10（火曜深夜、JST）に放送され、その後、ゴールデンタイム・プライムタイムに昇格して、2012年10月24日から同年12月19日まで毎週水曜日 19:57 - 20:54（JST）に放送されていた。なお本項では2013年10月9日に放送された事実上の復活版『ザ・コトバスターズ 〜とはいえ、世界は言葉でできている』についても扱う。

## 概要
古今東西さまざまな偉人・有名人たちが残した名言を、空欄で一部伏せた状態にして紹介。その空欄を埋める言葉を、ゲスト解答者たちが考える。ただし「彼らが残した言葉を当てる」のではなく、「彼らの言葉をさらに超えるグッとくる言葉を創り出す」ことが目的。解答者（番組内では「コトバスター」と呼ばれる）たちの創った言葉は偉人の名言とともに一般男女100人の審査員によって審査され、偉人たちの名言を超えられるかどうかを競う。
「コトバスター」は毎回、芸人・俳優・作家・作詞家・アーティストなど言葉を生業とするメンバーが登場。対する「偉人」は国籍・時代・職業を問わず、時には漫画やアニメの登場人物という場合もある。解答する内容に基本的に制限はないので、時に大喜利のような答えで会場が沸くこともあれば、極端な解答によって会場が騒然とすることもある。
深夜放送期よりコアなファンから高い支持を得た番組であったが、満を持してゴールデンタイムに進出したところ視聴率がまったく振るわず、わずか5回で打ち切られてしまった。その後2013年10月に一夜限りの復活特番として放送されたが、その放送内で解答者であったバカリズムは「ゴールデンで短命より、深夜で長寿」との解答を残している。

### ルール
『世界は言葉でできている』の番組の基本ルール。
- 偉人・有名人の残した言葉が、一部空欄で伏せられた状態で出題される。その偉人の足跡や名言が生まれた背景を紹介するVTRを見た後、コトバスターたちは空欄を埋める言葉を考える。
- 解答はパソコンを使って文字を入力し、解答権は早押しで得る。「これが私の言葉です」と解答者が宣言した後、天の声・森本レオによって解答が読み上げられる。
  - 解答はその場で、会場の100人の審査員によって審査される。審査基準は「心に響いたかどうか」で、持ち点は1人1点、全体で100点満点。
  - 解答権は、制限時間内であれば1問のあいだに何度でも得られる。しかし1人で複数回解答した場合は、最も得点の高い解答のみが有効となり、点数の低い方の解答は無効となる。
  - コトバスターの解答が偉人の言葉と同じになってしまった場合は「LOCK(ロック)」となり、その解答はその場では発表されない。LOCKとなったコトバスターは、以降その問題に解答することはできない。
- 制限時間となったら、偉人の言葉を発表。これも同様に審査され、ポイントを算出。
- コトバスターの獲得ポイントが偉人の獲得ポイントを上回った場合は、「名言超え」として獲得ポイントが2倍になり、さらに記念として「超ニーチェくん」という人形が贈られる。
  - コトバスターのポイントが偉人を下回った、もしくは同点だった場合は、各コトバスターはポイントをそのまま獲得。LOCKされたコトバスターは、偉人のポイントと同じポイントを獲得できる。ただし、LOCKとなる前の解答で獲得したポイントが偉人の獲得ポイントを超えた場合は「名言越え」となる。

## 番組の変遷
本項内の「パイロット版」「深夜レギュラー版」等の呼称は便宜上のものである。
パイロット版『〜心に響く言葉の総合バラエティ〜世界は言葉でできている』
2011年3月26日のSEE EGGs枠にて放送。MCは福井謙二、山﨑夕貴（ともにフジテレビアナウンサー）。
解答者であるコトバスターは5人。解答者席は6席あって、画面右端の席は偉人用の席（偉人もスチール写真のバーチャル合成で席に着き、コトバスターたちと共に番組に”参加”する）。審査員は美女100人による「心にグッと刺され隊」が務めた。審査員にはおかもとまり、神戸蘭子、たんぽぽも参加した。
深夜レギュラー版『世界は言葉でできている』
2011年10月5日 - 2012年3月21日。
火曜深夜の30分枠でレギュラー放送。2 - 3週分の放送を1シーズンとして、シーズンごとにテーマを設定。出演者もMC以外はシーズンごとに替わっていた。コトバスターは4人で、他に「主宰」が1名ゲストMCとして招かれた。偉人用の座席は画面中央に変更（毎回写真合成で、健在で実在の人物であっても本人が来ることはなかった）。半年間のレギュラー放送終了後、2012年4月12日にスペシャル番組『世界は言葉でできている CHAMPIONSHIP 2012』を放送、その後半年間は番組休止となる。
ゴールデンレギュラー版『世界は言葉でできている』
2012年10月24日 - 2012年12月19日。
2012年10月の番組改編に伴い、水曜20時台の1時間枠でレギュラー放送が復活。コトバスターの座席は6席となり、コトバスターたちは1放送ごとに入れ替わり。ただし深夜時代に活躍したコトバスター・若林正恭は「レギュラーコトバスター」として毎回出演。「主宰」は過去に主宰を担当した経験のある小泉今日子が不定期出演ながらレギュラー主宰となった。しかし平均視聴率は5%台（関東地区、ビデオリサーチ調べ）と低迷を極め、2012年12月19日放送分の2時間スペシャルの放送後に番組の打ち切りが決定した。なお番組終了の告示は番組内では一切されず、新聞やネット上の番組欄等でも最終回を示す表記はなかった。打ち切り後は、2013年1月2日放送の『クイズ$ミリオネア』新春SPを始めとした単発特番を1カ月強放送し、同年1月23日から3月まで、かつてバラパラ枠で放送された『世界行ってみたらホントはこんなトコだった!?』を復活させた。
復活版『ザ・コトバスターズ〜とはいえ、世界は言葉でできている』
2013年10月9日25:05 - 26:05。
一夜限りの事実上の復活スペシャル。それまでの形式を「名言ビヨンド」と名付けて番組内の1コーナーとし、他に、現代に馴染みのない表現を使ったことわざを現代的に置き換えて100年先まで使われることを目指す「ことわざアップデート」、名曲の歌詞を即興で自己流にアレンジする「歌詞トリビュート」の2コーナーを放送。コトバスター5人は3コーナーの合計得点で「キング・オブ・コトバスター」の座を争った。なお偉人用の席は設けられなかった。

## 出演者

### 司会・ナレーション
主宰
- 小泉今日子： レギュラーの主宰としてはゴールデン開幕戦（2012年10月24日放送）より。「ドラマ[注釈 1]撮影のため」参加できない回が多く、その場合は「キョンキョン人形」が代理として出席した。

MC
- 佐野瑞樹（フジテレビアナウンサー）： 深夜レギュラー放送初回（2011年10月4日放送）より。ザ・コトバスターズ（2013年10月9日放送）を含む。
- 西山喜久恵（フジテレビアナウンサー）：ザ・コトバスターズMC（2013年10月9日放送）。

ナレーション（天の声）
- 森本レオ ： パイロット版（2011年3月26日放送）より。ザ・コトバスターズ（2013年10月9日放送）を含む。コトバスターの解答をその場で読み上げるほか、番組オープニングとエンディング、偉人紹介VTRのナレーションも担当している。
- 本田朋子（当時フジテレビアナウンサー） ： ゴールデン開幕戦（2012年10月24日放送）より

過去のMC
- 福井謙二（当時フジテレビアナウンサー） ： パイロット版MC（2011年3月26日放送）。
- 山﨑夕貴（フジテレビアナウンサー） ： パイロット版MC（2011年3月26日放送）。
- 生野陽子（フジテレビアナウンサー） ： 深夜レギュラー放送でのMC（2011年10月 - 2012年3月）。
- 高島彩 ： ゴールデンレギュラー放送でのMC（2012年10月24日 - 12月19日）。
- クリス・ペプラー ： ゴールデンレギュラー放送でのVTRナレーション（2012年10月24日 - 12月19日）

### コトバスター
順番は初参戦が早い順。同日に参戦した場合は五十音順。なお『ザ・コトバスターズ』では各出演者のキャッチコピーはつけられていなかった。
| ゴールデン進出以降に出場経験のあるコトバスター | ゴールデン進出以降に出場経験のあるコトバスター | ゴールデン進出以降に出場経験のあるコトバスター | ゴールデン進出以降に出場経験のあるコトバスター                                                       |
| コトバスター                                   | キャッチコピー                                 | 初参戦                                         | 備考                                                                                                 |
| ---------------------------------------------- | ---------------------------------------------- | ---------------------------------------------- | --- |
| 林修                                           | 『カリスマ国語講師』                           | パイロット版 （2011年3月26日）                 | 東進ハイスクールの現代文講師。                                                                       |
| 又吉直樹 （ピース）                            | 『お笑い文学青年』                             | パイロット版 （2011年3月26日）                 | パイロット版でのキャッチコピーは『お笑い文学者』。番組最多出場者。                                   |
| 設楽統 （バナナマン）                          | 『関東中堅言番長』                             | 深夜時代・シーズン0 （2011年10月4日）          | 深夜時代の通算「名言超え」回数が最も多かったコトバスター。                                           |
| 若林正恭 （オードリー）                        | 『ハイパー名言クリエイター』                   | 深夜時代・シーズン0 （2011年10月4日）          | 最高得点記録保持者（93pt、2012年2月28日放送）。 深夜時代のキャッチコピーは『名言クォーターバック』。 |
| 板尾創路 （130R）                              | 『荒野のシュルレアリスト』                     | 深夜時代・シーズン2 （2011年11月8日）          | |
| ムロツヨシ                                     | 『自作自演のバイプレーヤー』                   | 深夜時代・シーズン３ （2011年11月22日）        | |
| 谷中敦 （東京スカパラダイスオーケストラ）      | 『スカパラ吟遊詩人』                           | 深夜時代・シーズン4 （2011年12月13日）         | |
| Mummy-D （RHYMESTER）                          | 『気高きサムライマー』                         | 深夜時代・シーズン6 （2012年1月31日）          | |
| ビビる大木                                     | 『言葉の場外ホームラン』                       | 深夜時代・シーズン9 （2012年3月13日）          | 深夜時代のキャッチコピーは『遅れてきた芸達者』。                                                     |
| 市川猿之助                                     | 『プリンス オブ 梨園』                         | ゴールデン開幕戦 （2012年10月24日）            | |
| 小出恵介                                       | 『銀幕の表現師』                               | ゴールデン開幕戦 （2012年10月24日）            | |
| 徳井義実 （チュートリアル）                    | 『妄想の貴公子』                               | ゴールデン開幕戦 （2012年10月24日）            | |
| 西村賢太                                       | 『苦役の芥川賞作家』                           | ゴールデン開幕戦 （2012年10月24日）            | キーボードが打てないため新潮社の担当編集者が代打ちとして同席。                                       |
| 志茂田景樹                                     | 『文壇のアヴァンギャルド』                     | ゴールデン第2回 （2012年11月7日）              | |
| 永塚勤                                         | 『つぶやきのパイオニア』                       | ゴールデン第2回 （2012年11月7日）              | つぶやきシローが本名で参戦。                                                                         |
| 周防正行                                       | 『Shall We 名言?』                             | ゴールデン第3回 （2012年11月28日）             | |
| ヒャダイン                                     | 『ももいろヒットメーカー』                     | ゴールデン第3回 （2012年11月28日）             | |
| 矢作兼 （おぎやはぎ）                          | 『黒縁の巨人』                                 | ゴールデン第3回 （2012年11月28日）             | |
| 大久保佳代子 （オアシズ）                      | 『場末の女詩人』                               | ゴールデン第5回 （2012年12月19日）             | 「最強コトバスターVS最強維新軍SP」の最強維新軍として初参戦。                                         |
| 城島茂 （TOKIO）                               | 『いぶし銀リーダー』                           | ゴールデン第5回 （2012年12月19日）             | 「最強コトバスターVS最強維新軍SP」の最強維新軍として初参戦。                                         |
| 杉本彩                                         | 『愛の伝道師』                                 | ゴールデン第5回 （2012年12月19日）             | 「最強コトバスターVS最強維新軍SP」の最強維新軍として初参戦。                                         |
| 千秋                                           | 『永遠の不思議少女』                           | ゴールデン第5回 （2012年12月19日）             | 「最強コトバスターVS最強維新軍SP」の最強維新軍として初参戦。                                         |
| バカリズム                                     | 『21世紀の大喜利王』                           | ゴールデン第5回 （2012年12月19日）             | 「最強コトバスターVS最強維新軍SP」の最強維新軍として初参戦。 最強維新軍のキャプテン。                |
| 吉村崇 （平成ノブシコブシ）                    | 『さまよえる破天荒』                           | ゴールデン第5回 （2012年12月19日）             | 「最強コトバスターVS最強維新軍SP」の最強維新軍として初参戦。 次の仕事の時間がきたため、途中退場。    |
| 金そよん                                       | -                                              | ザ・コトバスターズ （2013年10月9日放送）       | 博報堂所属のコピーライター。                                                                         |
| 小籔千豊                                       | -                                              | ザ・コトバスターズ （2013年10月9日放送）       | |
| 森山直太朗                                     | -                                              | ザ・コトバスターズ （2013年10月9日放送）       | |

| 深夜時代にのみ出場経験のあるコトバスター | 深夜時代にのみ出場経験のあるコトバスター | 深夜時代にのみ出場経験のあるコトバスター | 深夜時代にのみ出場経験のあるコトバスター               |
| コトバスター                             | キャッチコピー                           | 初参戦                                   | 備考                                                   |
| ---------------------------------------- | ---------------------------------------- | ---------------------------------------- | ------------------------------------------------------ |
| 宇多丸 （RHYMESTER）                     | 『ヒップホップ言語学者』                 | パイロット版 （2011年3月26日）           |                                                        |
| 水道橋博士 （浅草キッド）                | 『浅草の電脳ルポライター』               | パイロット版 （2011年3月26日）           | パイロット版でのキャッチコピーは『たけし軍団の頭脳』。 |
| 立川談春                                 | 『立川一門のサラブレッド』               | パイロット版 （2011年3月26日）           | キーボードが打てないため弟子が代打ちとして同席。       |
| 有吉弘行                                 | 『孤高の毒舌王子』                       | 深夜時代・シーズン1 （2011年10月18日）   |                                                        |
| Zeebra                                   | 『キング オブ ラップ』                   | 深夜時代・シーズン1 （2011年10月18日）   |                                                        |
| 小島慶子                                 | 『ラジオの女王』                         | 深夜時代・シーズン2 （2011年11月8日）    |                                                        |
| 齊藤賢司                                 | 『コピーの錬金術師』                     | 深夜時代・シーズン3 （2011年11月22日）   | コピーライター。                                       |
| 大谷ノブ彦 （ダイノジ）                  | 『さすらいの音楽バカ芸人』               | 深夜時代・シーズン4 （2011年12月13日）   |                                                        |
| BIKKE （TOKYO No.1 SOUL SET）            | 『ささやきの魔術師』                     | 深夜時代・シーズン5 （2012年1月10日）    |                                                        |
| 枡野浩一                                 | 『三十一文字の革命家』                   | 深夜時代・シーズン6 （2012年1月31日）    |                                                        |
| 浜野謙太 （SAKEROCK／在日ファンク）      | 『踊るトロンボーン男』                   | 深夜時代・シーズン7 （2012年2月14日）    |                                                        |
| 山田真歩                                 | 『多芸多彩の新鋭女優』                   | 深夜時代・シーズン8 （2012年2月28日）    |                                                        |

## 放送リスト

### スペシャル版
| 特番 | 特番                            | 特番                                                    | 特番         | 特番 | 特番                                                                                            | 特番                                                                                            |
| #    | 放送日（CX）                    | タイトル                                                | 主催者       | 偉人・テーマ | コトバスター                                                                                    | 名誉会員・ゲスト審査員                                                                          |
| ---- | ------------------------------- | ------------------------------------------------------- | ------------ | --- | ----------------------------------------------------------------------------------------------- | ----------------------------------------------------------------------------------------------- |
| SP1  | 2011年3月26日                   | 〜心に響く言葉の総合バラエティ〜 世界は言葉でできている | -            | ゲーテ 赤塚不二夫 雪国まいたけの社訓 チェ・ゲバラ ココ・シャネル                                                                     | 水道橋博士 立川談春 又吉直樹 宇多丸 林修                                                        | -                                                                                               |
| SP2  | 2012年4月12日 （23:15 - 23:55） | 世界は言葉でできている CHAMPIONSHIP 2012                | 箭内道彦 YOU | ビヨンセ キング牧師 ジョン・レノン 岡本太郎                                                                                          | 【Aブロック】 設楽統 谷中敦 又吉直樹 林修 【Bブロック】 ビビる大木 ムロツヨシ 若林正恭 斉藤賢司 | 金田一秀穂 石原良純 指原莉乃 西山茉希 片瀬那奈 小出恵介 日村勇紀 春日俊彰 白鳥久美子 川村エミコ |
| SP3  | 2013年10月9日 （25:05 - 26:05） | ザ・コトバスターズ 〜とはいえ、世界は言葉でできている〜 | -            | ことわざアップデート 「鶏口となるも牛後となるなかれ」 「暖簾に腕押し」 歌詞トリビュート 吉田拓郎「結婚しようよ」 名言ビヨンド 宮崎駿 | バカリズム 森山直太朗 金そよん 小籔千豊 林修                                                    | 【ゲスト審査員】 杉村太蔵 松岡茉優 渡辺えり 大根仁                                              |

### 第1期（深夜放送時代）
| 2011年 | 2011年                   | 2011年                                                  | 2011年     | 2011年                                                            | 2011年                                   | 2011年               |
| #      | 放送日（CX）             | シーズン                                                | 主宰者     | 偉人                                                              | コトバスター                             | 言葉を贈られる人     |
| ------ | ------------------------ | ------------------------------------------------------- | ---------- | ----------------------------------------------------------------- | ---------------------------------------- | -------------------- |
| 0      | 3月26日 （パイロット版） | 〜心に響く言葉の総合バラエティ〜 世界は言葉でできている | -          | ゲーテ 赤塚不二夫 雪国まいたけの社訓 チェ・ゲバラ ココ・シャネル  | 水道橋博士 立川談春 又吉直樹 宇多丸 林修 | -                    |
| 1      | 10月4日 （1時間SP）      | シーズン0 〜開幕戦スペシャル "SUPER STAR"〜             | 金田一秀穂 | レディー・ガガ ナポレオン・ボナパルト 本田圭佑 ジャッキー・チェン | 設楽統 宇多丸 若林正恭 林修              | 野田佳彦             |
| 2      | 10月11日                 | シーズン0 〜開幕戦スペシャル "SUPER STAR"〜             | 金田一秀穂 | イチロー ジョン・レノン                                           | 設楽統 宇多丸 若林正恭 林修              | 三浦皇成             |
| 3      | 10月18日                 | シーズン1 〜天才の名言 "GENIUS"〜                       | 青山真治   | ビートたけし ウィリアム・シェイクスピア                           | 設楽統 Zeebra 有吉弘行 林修              | スティーブ・ジョブズ |
| 4      | 10月25日                 | シーズン1 〜天才の名言 "GENIUS"〜                       | 青山真治   | ウサイン・ボルト ヴィンセント・ヴァン・ゴッホ                     | 設楽統 Zeebra 有吉弘行 林修              | カダフィ大佐         |
| 5      | 11月1日                  | シーズン1 〜天才の名言 "GENIUS"〜                       | 青山真治   | 手塚治虫 アルベルト・アインシュタイン                             | 設楽統 Zeebra 有吉弘行 林修              | 高島彩               |
| 6      | 11月8日                  | シーズン2 〜オンナの名言 "LADY"〜                       | 渡辺淳一   | 瀬戸内寂聴 マリリン・モンロー                                     | 板尾創路 小島慶子 又吉直樹 林修          | 菅野智之             |
| 7      | 11月15日                 | シーズン2 〜オンナの名言 "LADY"〜                       | 渡辺淳一   | マザー・テレサ オードリー・ヘプバーン                             | 板尾創路 小島慶子 又吉直樹 林修          | ギリシャ             |
| 8      | 11月22日                 | シーズン3 〜青春の名言 "ADOLESCENCE"〜                  | 箭内道彦   | あだち充 太宰治                                                   | 水道橋博士 ムロツヨシ 又吉直樹 斉藤賢司  | 渡邉恒雄             |
| 9      | 11月29日                 | シーズン3 〜青春の名言 "ADOLESCENCE"〜                  | 箭内道彦   | 甲本ヒロト 古谷実                                                 | 水道橋博士 ムロツヨシ 又吉直樹 斉藤賢司  | 清武英利             |
| 10     | 12月6日                  | シーズン3 〜青春の名言 "ADOLESCENCE"〜                  | 箭内道彦   | みうらじゅん ジェームズ・ディーン                                 | 水道橋博士 ムロツヨシ 又吉直樹 斉藤賢司  | 立川談志             |
| 11     | 12月13日                 | シーズン4 〜伝説の男 ジョー・ストラマーSP〜             | 髙嶋政宏   | 甲本ヒロト ジョー・ストラマー                                     | 設楽統 谷中敦 大谷ノブ彦 斉藤賢司        | 芦田愛菜             |
| 12     | 12月20日                 | シーズン4 〜伝説の男 ジョー・ストラマーSP〜             | 髙嶋政宏   | ボノ ジョー・ストラマー                                           | 設楽統 谷中敦 大谷ノブ彦 斉藤賢司        | 浅田真央             |

| 2012年 | 2012年             | 2012年                                                   | 2012年     | 2012年                            | 2012年                                 | 2012年           |
| #      | 放送日（CX）       | シーズン                                                 | 主宰者     | 偉人                              | コトバスター                           | 言葉を贈られる人 |
| ------ | ------------------ | -------------------------------------------------------- | ---------- | --------------------------------- | -------------------------------------- | ---------------- |
| 13     | 1月10日            | シーズン5 〜いいオンナの名言with小泉今日子 "FINE LADY"〜 | 小泉今日子 | 松岡リリー                        | 設楽統 BIKKE 又吉直樹 林修             | AKB48            |
| 14     | 1月17日            | シーズン5 〜いいオンナの名言with小泉今日子 "FINE LADY"〜 | 小泉今日子 | レディー・ガガ 沢村貞子           | 設楽統 BIKKE 又吉直樹 林修             | 新成人           |
| 15     | 1月24日            | シーズン5 〜いいオンナの名言with小泉今日子 "FINE LADY"〜 | 小泉今日子 | しずかちゃん ブリジット・バルドー | 設楽統 BIKKE 又吉直樹 林修             | ダルビッシュ有   |
| 16     | 1月31日            | シーズン6 〜作家の名言 "AUTHOR"〜                        | 横里隆     | 三島由紀夫 フランソワーズ・サガン | 板尾創路 Mummy-D 又吉直樹 枡野浩一     | 浜崎あゆみ       |
| 17     | 2月7日             | シーズン6 〜作家の名言 "AUTHOR"〜                        | 横里隆     | 司馬遼太郎 サン＝テグジュペリ     | 板尾創路 Mummy-D 又吉直樹 枡野浩一     | 川勝正幸         |
| 18     | 2月14日            | シーズン7 〜サッカーの名言 "SOCCER"〜                    | 松木安太郎 | ヨハン・クライフ 澤穂希           | 設楽統 小島慶子 又吉直樹 浜野謙太      | 鳩山由紀夫       |
| 19     | 2月21日            | シーズン7 〜サッカーの名言 "SOCCER"〜                    | 松木安太郎 | ロベルト本郷 ディエゴ・マラドーナ | 設楽統 小島慶子 又吉直樹 浜野謙太      | 赤西仁           |
| 20     | 2月28日            | シーズン8 〜恋愛の名言 "LOVE"〜                          | YOU        | ドクター・スース バイロン         | 板尾創路 山田真歩 若林正恭 谷中敦      | -                |
| 21     | 3月6日             | シーズン8 〜恋愛の名言 "LOVE"〜                          | YOU        | 小津安二郎 三浦綾子               | 板尾創路 山田真歩 若林正恭 谷中敦      | -                |
| 22     | 3月13日            | シーズン9 〜天国からの名言 "FROM HEAVEN"〜               | 箭内道彦   | スティーブ・ジョブズ つかこうへい | ビビる大木 ムロツヨシ 若林正恭 Mummy-D | -                |
| 23     | 3月20日 （最終回） | シーズン9 〜天国からの名言 "FROM HEAVEN"〜               | 箭内道彦   | 忌野清志郎 エリザベス・テイラー   | ビビる大木 ムロツヨシ 若林正恭 Mummy-D | -                |

2012年4月12日23:15 - 23:55に「CHAMPIONSHIP 2012」がフジテレビ系で全国放送された。これまでの成績優秀者から選ばれるという主旨だったが、出演回数も成績もバラバラで平等性に欠けた選出となった。超ニーチェ君を獲得済みの有吉弘行は他番組の収録と重なったために参加できなかったとされる。設楽統、谷中敦、又吉直樹、林修、ビビる大木、ムロツヨシ、若林正恭、斉藤賢司が出場し、名誉会員は金田一秀穂、石原良純、指原莉乃、西山茉希、片瀬那奈、小出恵介、日村勇紀、春日俊彰、白鳥久美子、川村エミコ。設楽、谷中、大木、若林が決勝進出し、若林が第1回キング・オブ・コトバスターに輝いた。

### 第2期（ゴールデン進出後）
決勝進出したコトバスターは太字で表記
| 2012年 | 2012年                                | 2012年                                                     | 2012年     | 2012年                                                                                                 | 2012年 | 2012年                                          | 2012年           | 2012年     |
| #      | 放送日（CX）                          | テーマ                                                     | 主宰者     | 偉人                                                                                                   | コトバスター | 名誉会員                                        | 言葉を贈られる人 | 関東視聴率 |
| ------ | ------------------------------------- | ---------------------------------------------------------- | ---------- | --- | --- | ----------------------------------------------- | ---------------- | ---------- |
| 1      | 10月24日 （19:00 - 20:54）            | ゴールデン開幕戦スペシャル 「人生の名言」 「男と女の名言」 | 小泉今日子 | ニーチェ スティーブ・ジョブズ ゲーテ オスカー・ワイルド よしもとばなな ローザ・ルクセンブルク 岡本太郎 | 【Aブロック】 設楽統 市川猿之助 徳井義実 Mummy-D 又吉直樹 西村賢太 【Bブロック】 ビビる大木 小出恵介 板尾創路 谷中敦 若林正恭 林修        | IMALU 大竹まこと きたろう 斉木しげる 益若つばさ | -                | 6.2%       |
| 2      | 11月7日                               | 「天才の名言」                                             | 小泉今日子 | マーク・ザッカーバーグ 司馬遼太郎 マルチナ・ナブラチロワ パブロ・ピカソ                                | 設楽統 志茂田景樹 谷中敦 若林正恭 Mummy-D 永塚勤                                                                                          | 伊藤英明 杉山愛 菜々緒                          | 金本知憲         | 4.7%       |
| 3      | 11月28日                              | 「スーパースターの名言」                                   | -          | 長嶋茂雄 レディー・ガガ ジェームズ・ディーン ボブ・マーリー                                            | 設楽統 周防正行 矢作兼 ヒャダイン Mummy-D 若林正恭                                                                                        | YOU 飯島直子 草刈民代                           | -                | 5.4%       |
| 4      | 12月12日                              | 「子供たちに伝えたい名言」                                 | -          | 永六輔 アインシュタイン ベーブ・ルース ビートたけし                                                    | 矢作兼 Mummy-D 板尾創路 徳井義実 林修 若林正恭                                                                                            | 関根勤 千秋 きたろう YOU                        | -                | 4.9%       |
| 5      | 12月19日 （19:00 - 20:54） （最終回） | 最強コトバスターVS最強維新軍 人生に愛を！ニッポンの名言SP  | -          | ちびまる子ちゃん 瀬戸内寂聴 相田みつを I LOVE YOU.を訳してください 赤塚不二夫 植木等                   | 【最強コトバスター】 若林正恭 矢作兼 谷中敦 永塚勤 ムロツヨシ ビビる大木 【最強維新軍】 バカリズム 城島茂 杉本彩 大久保佳代子 千秋 吉村崇 | -                                               | -                | 5.5%       |

### キング・オブ・コトバスター
「CHAMPIONSHIP 2012」およびゴールデンレギュラー放送では、2名による決勝戦で対戦相手および偉人の得点を超えたコトバスターに「キング・オブ・コトバスター」の称号と「金の超ニーチェくん」が贈られた。「ザ・コトバスターズ」では、最も多く得点を獲得したコトバスターに「キング・オブ・コトバスター」および番組特製の「コトバスタオル」が贈られた。
キング・オブ・コトバスターの一覧
- 若林正恭（CHAMPIONSHIP 2012・ゴールデン開幕戦・ゴールデン第2回・ゴールデン第4回）
- バカリズム（ザ・コトバスターズ）

### 本編以外のコーナー
世界はあなたでもできている YOU MAKE THE WORLD,TOO.
深夜放送期〜ゴールデン放送期まであった、番組最後に放送されていた視聴者投稿コーナー。番組が設定した「言葉を贈られる人」（人物に留まらず、国や企業にも及ぶ）に対して、視聴者が「贈る言葉」をホームページから投稿。その優秀作品を、発表する。過去に偉人や有名人たちが残した名言をそのまま贈る「クラシック部門」と、投稿者が自ら考えた言葉を贈る「フリースタイル部門」の2つの部門があった。
結婚も言葉で決まってくる
ゴールデン放送期に1度放送。結婚情報誌とのコラボレーション企画で、雑誌表紙に載せるキャッチコピーを考える。最優秀作品は実際に表紙に使われた。
言葉は足で拾ってくる
インタビュアー吉田豪が著名人を訪ね、新たな「名言」を生み出そうというインタビューVTR。ゴールデン放送期に1度だけ放送された。

## ネット局と放送時間

### 第1期（深夜時代）
| 放送対象地域   | 放送局                    | 系列           | 放送日時                          | 放送期間                         | 備考       |
| -------------- | ------------------------- | -------------- | --------------------------------- | -------------------------------- | ---------- |
| 関東広域圏     | フジテレビ（CX）          | フジテレビ系列 | 水曜日 0:45 - 1:10（火曜深夜）    | 2011年10月5日 - 2012年3月21日    | 制作局     |
| 宮城県         | 仙台放送（OX）            | フジテレビ系列 | 水曜日 0:45 - 1:10（火曜深夜）    | 2011年10月5日 - 2012年3月21日    | 同時ネット |
| 広島県         | テレビ新広島（TSS）       | フジテレビ系列 | 水曜日 0:45 - 1:10（火曜深夜）    | 2011年10月12日 - 2012年3月28日   | 7日遅れ    |
| 福岡県         | テレビ西日本（TNC）       | フジテレビ系列 | 水曜日 1:30 - 1:55（火曜深夜）[4] | 2011年10月12日 - 2012年3月28日   | 7日遅れ    |
| 長崎県         | テレビ長崎（KTN）         | フジテレビ系列 | 水曜日 0:45 - 1:10（火曜深夜）    | 2011年10月19日 - 2012年4月4日[3] | 7日遅れ    |
| 新潟県         | 新潟総合テレビ（NST）     | フジテレビ系列 | 木曜日 0:35 - 1:00（水曜深夜）    | 2011年10月14日 - 2012年3月29日   | 8日遅れ    |
| 岡山県・香川県 | 岡山放送（OHK）           | フジテレビ系列 | 木曜日 0:45 - 1:10（水曜深夜）[6] | 2011年10月13日 - 2012年4月5日    | 8日遅れ    |
| 中京広域圏     | 東海テレビ（THK）         | フジテレビ系列 | 土曜日 2:55 - 3:20（金曜深夜）    | 2011年10月22日 - 2012年4月21日   | 10日遅れ   |
| 高知県         | 高知さんさんテレビ（KSS） | フジテレビ系列 | 火曜日 0:35 - 1:00（月曜深夜）[6] | 2011年10月17日 - 2012年4月2日    | 13日遅れ   |
| 北海道         | 北海道文化放送（UHB）     | フジテレビ系列 | 火曜日 0:55 - 1:20（月曜深夜）    | 2011年10月17日 - 2012年4月2日    | 13日遅れ   |
| 岩手県         | 岩手めんこいテレビ（mit） | フジテレビ系列 | 金曜日 0:35 - 1:00（木曜深夜）    | 2011年10月21日 - 2012年4月6日    | 16日遅れ   |
| 近畿広域圏     | 関西テレビ（KTV）         | フジテレビ系列 | 木曜日 1:58 - 2:28（水曜深夜）    | 2011年10月21日 - 2012年4月12日   | 29日遅れ   |
| 秋田県         | 秋田テレビ（AKT）         | フジテレビ系列 | 水曜日 0:35 - 1:00（火曜深夜）    | 2011年10月26日 - 2012年4月11日   | 21日遅れ   |
| 山形県         | さくらんぼテレビ（SAY）   | フジテレビ系列 | 水曜日 0:35 - 1:00（火曜深夜）    | 2011年10月26日 - 2012年4月11日   | 21日遅れ   |
| 長野県         | 長野放送（NBS）           | フジテレビ系列 | 水曜日 0:40 - 1:05（火曜深夜）[6] | 2011年10月26日 - 2012年4月11日   | 21日遅れ   |
| 佐賀県         | サガテレビ（STS）         | フジテレビ系列 | 水曜日 0:35 - 1:00（火曜深夜）    | 2011年11月2日 - 2012年4月18日[3] | 21日遅れ   |
| 福島県         | 福島テレビ（FTV）         | フジテレビ系列 | 水曜日 0:40 - 1:05（火曜深夜）    | 2011年11月1日 - 2012年4月3日     | 21日遅れ   |
| 鹿児島県       | 鹿児島テレビ（KTS）       | フジテレビ系列 | 水曜日 0:45 - 1:13（火曜深夜）    | 2011年10月27日 - 2012年4月4日    | 21日遅れ   |
| 熊本県         | テレビ熊本（TKU）         | フジテレビ系列 | 土曜日 16:00 - 16:30[3]           | 2011年11月6日 - 2012年5月20日    | 25日遅れ   |
| 沖縄県         | 沖縄テレビ（OTV）         | フジテレビ系列 | 日曜日 1:25 - 1:50（土曜深夜）[4] | 2011年10月30日 - 2012年7月28日   | 25日遅れ   |
| 島根県・鳥取県 | 山陰中央テレビ（TSK）     | フジテレビ系列 | 月曜日 15:05 - 15:29              | 2012年1月17日 -                  | 不明       |
| 石川県         | 石川テレビ（ITC）         | フジテレビ系列 | 火曜日 16:28 - 16:53              | 2012年4月4日 -                   | 不明       |

備考
1. ^初回は24:55 - 25:55に放送。
2. ^テレビ新広島:初回は25:35 - 26:35に放送。
3. a b c 初回のスペシャルは放送なし。
4. a b 初回は25:25 - 26:25に放送。
5. ^初回は2011年10月13日（木曜日）24:50 - 25:50に放送。
6. a b c 初回は24:50 - 25:50に放送。
7. ^初回は25:55 - 26:55に、2回目はその後の26:55 - 27:20に放送。
8. ^初回は25:10 - 26:10に放送。
9. ^初回は24:35 - 25:35に放送。
10. ^初回は25:30 - 26:31に放送。
11. ^2011年12月までは木曜日 25:30 - 25:58。最終放送日（2012年4月11日）は2回分放送。
12. ^初回は24:45 - 25:45に放送。
13. ^初回は2011年10月26日（水曜日）24:50 - 25:50に放送。

### 第2期（ゴールデン時代）
| 放送対象地域   | 放送局                    | 系列                                         | 放送日時             | 備考       |
| -------------- | ------------------------- | -------------------------------------------- | -------------------- | ---------- |
| 関東広域圏     | フジテレビ（CX）          | フジテレビ系列                               | 水曜日 19:57 - 20:54 | 制作局     |
| 北海道         | 北海道文化放送（UHB）     | フジテレビ系列                               | 水曜日 19:57 - 20:54 | 同時ネット |
| 岩手県         | 岩手めんこいテレビ（mit） | フジテレビ系列                               | 水曜日 19:57 - 20:54 | 同時ネット |
| 宮城県         | 仙台放送（OX）            | フジテレビ系列                               | 水曜日 19:57 - 20:54 | 同時ネット |
| 秋田県         | 秋田テレビ（AKT）         | フジテレビ系列                               | 水曜日 19:57 - 20:54 | 同時ネット |
| 山形県         | さくらんぼテレビ（SAY）   | フジテレビ系列                               | 水曜日 19:57 - 20:54 | 同時ネット |
| 福島県         | 福島テレビ（FTV）         | フジテレビ系列                               | 水曜日 19:57 - 20:54 | 同時ネット |
| 新潟県         | 新潟総合テレビ（NST）     | フジテレビ系列                               | 水曜日 19:57 - 20:54 | 同時ネット |
| 長野県         | 長野放送（NBS）           | フジテレビ系列                               | 水曜日 19:57 - 20:54 | 同時ネット |
| 静岡県         | テレビ静岡（SUT）         | フジテレビ系列                               | 水曜日 19:57 - 20:54 | 同時ネット |
| 富山県         | 富山テレビ（BBT）         | フジテレビ系列                               | 水曜日 19:57 - 20:54 | 同時ネット |
| 石川県         | 石川テレビ（ITC）         | フジテレビ系列                               | 水曜日 19:57 - 20:54 | 同時ネット |
| 福井県         | 福井テレビ（FTB）         | フジテレビ系列                               | 水曜日 19:57 - 20:54 | 同時ネット |
| 中京広域圏     | 東海テレビ（THK）         | フジテレビ系列                               | 水曜日 19:57 - 20:54 | 同時ネット |
| 近畿広域圏     | 関西テレビ（KTV）         | フジテレビ系列                               | 水曜日 19:57 - 20:54 | 同時ネット |
| 島根県・鳥取県 | 山陰中央テレビ（TSK）     | フジテレビ系列                               | 水曜日 19:57 - 20:54 | 同時ネット |
| 岡山県・香川県 | 岡山放送（OHK）           | フジテレビ系列                               | 水曜日 19:57 - 20:54 | 同時ネット |
| 広島県         | テレビ新広島（TSS）       | フジテレビ系列                               | 水曜日 19:57 - 20:54 | 同時ネット |
| 愛媛県         | テレビ愛媛（EBC）         | フジテレビ系列                               | 水曜日 19:57 - 20:54 | 同時ネット |
| 高知県         | 高知さんさんテレビ（KSS） | フジテレビ系列                               | 水曜日 19:57 - 20:54 | 同時ネット |
| 福岡県         | テレビ西日本（TNC）       | フジテレビ系列                               | 水曜日 19:57 - 20:54 | 同時ネット |
| 佐賀県         | サガテレビ（STS）         | フジテレビ系列                               | 水曜日 19:57 - 20:54 | 同時ネット |
| 長崎県         | テレビ長崎（KTN）         | フジテレビ系列                               | 水曜日 19:57 - 20:54 | 同時ネット |
| 熊本県         | テレビ熊本（TKU）         | フジテレビ系列                               | 水曜日 19:57 - 20:54 | 同時ネット |
| 宮崎県         | テレビ宮崎（UMK）         | フジテレビ系列 日本テレビ系列 テレビ朝日系列 | 水曜日 19:57 - 20:54 | 同時ネット |
| 鹿児島県       | 鹿児島テレビ（KTS）       | フジテレビ系列                               | 水曜日 19:57 - 20:54 | 同時ネット |
| 沖縄県         | 沖縄テレビ（OTV）         | フジテレビ系列                               | 水曜日 19:57 - 20:54 | 同時ネット |
| 大分県         | テレビ大分（TOS）         | フジテレビ系列 日本テレビ系列                | 土曜日 15:25 - 16:25 | 10日遅れ   |
| 青森県         | 青森テレビ（ATV）         | TBS系列                                      | 日曜日 13:00 - 13:54 | 11日遅れ   |

備考
1. ^ゴールデン開幕戦スペシャルは放送なし。

## スタッフ

### 第1期（深夜放送時代）
- 企画：濱潤（フジテレビ）
- 構成：堀田延、張眞英、平和紘、石原大二郎、森泉たつひで、はしもとこうじ
- TP/TD：佐々木信一
- SW：二見健二
- CAM：大石飛雄馬 ほか
- VE：小野寺毅
- AUD：村脇昭一
- PA：大島啓光
- LD：西野大介
- 美術統括：本田邦宏
- 美術デザイン：きくちまさと
- 美術進行：林政之
- メイク：福田裕子
- 大道具制作：岩崎隆史
- 大道具操作：成島好美
- アートフレーム：菅沼和海
- アクリル装飾：北神窓夏
- 電飾：斉藤誠二
- モニター：小神野徹、北島大
- モニター作成：大竹潤一郎
- 超ニーチェくん衣装：藤井牧子
- 編成：安喜昌史（フジテレビ）
- 広報：小出和人（フジテレビ）
- 協力：ジーワン、共同テレビジョン、デジデリック、マックレイ、東京チューブ、エイケイ、アフロ
- 制作協力：イエロー
- 音効：高島慎太郎
- タイトルCG：田辺秀伸
- CG：渡部佳宣
- 編集：杉山友宣、生駒良太
- MA：岩崎勇也
- リサーチ：喜多あおい、高村敬一
- TK：伊藤裕子
- AD：竹田愛彩、金丸貴文
- AP：小林有衣子
- ディレクター：久保田集、岡野耕太、双津大地郎
- 演出：高野裕樹
- 総合演出：長島翔
- プロデューサー：松本彩夏
- 制作：フジテレビ
- 制作著作：イースト・エンタテインメント

### 第2期（ゴールデン進出後）
- 構成：堀田延、オークラ、張眞英、大西右人、森泉たつひで、永井ふわふわ、平和紘、佐藤満春、石原大二郎、はしもとこうじ
- リサーチ：喜多あおい、高村敬一
- TP：中市友
- TD：佐々木信一
- SW：菊池謙
- CAM：磯前裕之
- VE：小野寺毅
- AUD：村脇昭一
- PA：大島啓光
- 照明：西野大介
- 美術統括：本田邦宏
- 美術デザイン：坪田幸之
- 美術進行：林政之
- メイク：山田かつら
- 大道具制作：福田智広
- 大道具操作：廣隆宏
- アートフレーム：鈴木網敏
- アクリル装飾：池澤明徳
- アートメカニック：北村亮治
- モニター：小神野徹
- モニター制作：石川富久
- 超ニーチェくん衣装：藤井牧子
- 編成企画：高瀬敦也、松本祐紀（フジテレビ）
- 広報：瀬田裕幸（フジテレビ）
- 協力：ジーワン、共同テレビジョン、FLT、サンフォニックス、マックレイ、TUBE、テルミック
- 制作協力：YELLOW、シオプロ
- 音効：高島慎太郎
- タイトルCG：田辺秀伸
- CG：渡部佳宣、岩澤新平
- LED CG：坂本渉太
- イラスト：矢頭佳子
- 編集：杉山友宣、生駒良太
- MA：村田祐一
- TK：伊藤裕子
- AP：小林有衣子、平野綾音
- ディレクター：高野裕樹、岡野耕太、斉田泰伸、伊藤才聞、双津大地郎、池辺幸子、新井田洋、廣田彰大
- 演出：長島翔
- プロデューサー：松本彩夏
- 制作：フジテレビ
- 制作著作：イースト・エンタテインメント

## 音楽
- メインテーマ：「Race for the Prize」 - The Flaming Lips
- 偉人紹介VTR開始時BGM：「Feather」 - Serph（パイロット版ではメインテーマだった。）
- コトバスターの紹介時BGM：「朝が来るまで終わる事の無いダンスを」 - tofubeats feat,dj newtown
- コトバスターの言葉の得点表示時BGM：「Like a Rolling Stone」 - ボブ・ディラン
- 全コトバスターの解答一覧表示時BGM：「聖☆おじさん」 - 電気グルーヴ×スチャダラパー
- 「世界はあなたでもできている」テーマ：「水星」 - tofubeats
- 深夜時代
  - 「世界はあなたでもできている」テーマ：「Shangri-La」 - 電気グルーヴ

## 書籍化
- 世界は言葉でできている Book Edition（日本実業出版社 - 「世界は言葉でできている Book Edition」制作委員会 (2012/10/24) ）